# Bulbophyllum papillipetalum
Bulbophyllum papillipetalum là một loài phong lan thuộc chi Bulbophyllum.